# Francesco Falaschi
Francesco Falaschi (* 6. srpna 1961, Grosseto, Itálie) je italský režisér a scenárista.
V roce 1999 získal cenu Donatellův David za krátký film Quasi fratelli.

## Filmografie
- Corti stellari (1997)
- Quasi fratelli (1998)
- Adidabuma (1999)
- I Am Emma (2002)
- Last Minute Marocco (2007)
- Questo mondo è per te (2011)
- S chutí Toskánska (Quanto basta, 2018)